# Sierra de la Pandera
Sierra de la Pandera är en ås i Spanien.   Den ligger i provinsen Provincia de Jaén och regionen Andalusien, i den södra delen av landet, 300 km söder om huvudstaden Madrid.